# غلوريا هوب
غلوريا هوب (بالإنجليزية: Gloria Hope)‏ هي ممثلة أمريكية، ولدت في 9 نوفمبر 1901 في الولايات المتحدة، وتوفيت بنفس المكان في 29 أكتوبر 1976.

## وصلات خارجية
- غلوريا هوب على موقع IMDb (الإنجليزية)
- غلوريا هوب على موقع أول موفي (الإنجليزية)
- غلوريا هوب على موقع قاعدة بيانات الأفلام السويدية (السويدية)
- غلوريا هوب على موقع قاعدة بيانات الفيلم (الإنجليزية)
- غلوريا هوب على موقع كينوبويسك (الروسية)